# 愛媛県道232号菅田五郎停車場線
愛媛県道232号菅田五郎停車場線（えひめけんどう232ごう すげたごろうていしゃじょうせん）は、愛媛県大洲市を通る一般県道である。

## 概要
大洲市菅田町菅田から大洲市五郎に至る。

### 路線データ
- 起点：大洲市菅田町菅田（愛媛県道44号大洲野村線起点）
- 終点：大洲市五郎（五郎駅前交差点、愛媛県道24号大洲長浜線交点）
- 総延長：5.2 km[注釈 1][1]

## 歴史
- 1958年（昭和33年）6月27日 - 愛媛県告示第566号により路線認定。当時の整理番号は128[2]。
- 2015年度（平成27年度） - 逆（さか）ナゲ橋事業着手[3]。
- 2023年（令和5年）12月24日 - 逆ナゲ橋（全体延長562 m、橋梁延長200 m）開通[3]。

## 路線状況

### 重複区間
- 国道197号（大洲市菅田町菅田・菅田小学校前交差点 - 大洲市菅田町菅田）

### 道路施設

#### 橋梁
- 逆（さか）ナゲ橋：延長200 m、幅員9.25 m[3]（肱川、大洲市）
- 松ケ花橋（矢落川、大洲市）

## 地理

### 通過する自治体
- 愛媛県
  - 大洲市

### 交差する道路
| 交差する道路           | 交差する場所   | 交差する場所          |
| ---------------------- | -------------- | --------------------- |
| 愛媛県道44号大洲野村線 | 菅田町菅田     | 起点                  |
| 国道197号 重複区間起点 | 菅田町菅田     | 菅田小学校前交差点    |
| 国道197号 重複区間終点 | 菅田町菅田     |                       |
| 国道56号               | 新谷（にいや） | 松ケ花交差点          |
| 愛媛県道30号宇和三瓶線 | 五郎           | 五郎駅前交差点 / 終点 |

### 交差する鉄道
- 予讃線

### 沿線
- 大洲市立菅田小学校
- 大洲市立肱東中学校
- JR四国予讃線 五郎駅